# Aargauer Tagblatt
Das Aargauer Tagblatt war eine freisinnig-liberale Schweizer Tageszeitung im Kanton Aargau zwischen 1847 und November 1996. 1996 fusionierte sie mit dem Badener Tagblatt zur Aargauer Zeitung.

## Geschichte
Die Zeitung wurde 1847 vom Buchdrucker Samuel Landolt als Aarauer Tagblatt als erste aargauische Tageszeitung gegründet. Landolt, der als Teilnehmer an zwei Freischarenzügen zum Tode verurteilt, aber freigelassen worden war, hatte zuvor das Wochenblatt Das Posthörnchen herausgegeben. Das aufgrund der Zeitungsstempelsteuer kleine Tagblatt (Auflage: 300 Exemplare) wurde durch den Anzeiger (die späteren Aargauer Nachrichten), eine weitere Zeitung am selben Ort, bedrängt. 1856 musste die Zeitung an Friedrich Kappeler verkauft werden. Nach dessen Tod ging das Unternehmen an Karl Stierli über, der das Tagblatt 1880 zum Aargauer Tagblatt umbenannte. Ab 1887 war das Tagblatt offizielles Organ der Liberalen. 1888 wurde das Unternehmen in eine Aktiengesellschaft umgewandelt. Zu diesem Zeitpunkt betrug die Auflage 2'500 Exemplare. Nach dem Zusammenschluss der Aargauer Demokraten mit den Liberalen wurde das Tagblatt zur Parteizeitung der 1895 gegründeten kantonalen Freisinnigen Partei. Dank der stetigen Erweiterung des  Korrespondentennetzes und dem Kauf der Aargauer Nachrichten 1918 entwickelte sich die Zeitung im 20. Jahrhundert zum Organ des Bürgertums.
Das Blatt versuchte auch danach, anders als der Konkurrent Badener Tagblatt, mit Fusionen und Aufkäufen kleinerer Zeitungen seine Auflage zu steigern. 1956 fusionierte es mit der Neuen Aargauer Zeitung. Nach der Einstellung der Lenzburger Zeitung 1959 wurde deren Lesern das Aargauer Tagblatt mit eigener Regionalseite zugestellt. 1969 pachtete das Aargauer Tagblatt das Brugger Tagblatt und gab damit fünf Regionalausgaben heraus.
1973 übernahm das Aargauer Tagblatt die Freiämter Zeitung und lancierte das Freiämter Tagblatt. Ab 1987 schuf es die Lokalausgaben Fricktal, Zofingen, Wynental-Suhrental und Niederamt. 1994 gründete es zusammen mit dem Oltner Tagblatt und der Zofinger Zeitung die Mittelland-Zeitung zur Produktion eines Mantels.
Das Aargauer Tagblatt führte bis zur Fusion 1996 während mehrerer Jahrzehnte einen heftigen und oft auch gehässigen Konkurrenzkampf mit dem Badener Tagblatt, vor allem in den natürlichen Ausbreitungsgebieten der beiden Zeitungen, Brugg, dem Fricktal und dem Freiamt. 1981 und 1991 erstellte das Aargauer Tagblatt in zwei Etappen eine Akzidenz-Grossdruckerei und ein Zeitungshaus im Aarauer Industriequartier Telli. Obwohl die Zeitung zu dieser Zeit mit einer Auflage von 57'000 Exemplaren die grösste Tageszeitung des Kantons war, führten diese «verhängnisvollen Gross- beziehungsweise Fehlinvestitionen in den Maschinenpark» zusammen mit der damaligen Konjunkturschwäche schliesslich zur Fusion mit dem Badener Tagblatt. Ihr vorausgegangen war bereits eine Zusammenarbeit bei nationalen Inseraten («AG Kombi») und bei Beilagen wie zum Genfer Auto-Salon.
Letzter Chefredaktor war Franz Straub, der auch Chefredaktor des Fusionsprodukts Aargauer Zeitung wurde.

## Fachschriftenverlag
In den 1960er bis in die 1990er Jahre hinein wurden Fachbücher des Fachschriftenverlag Aargauer Tagblatt (teils als AT Verlag) verlegt. Darunter insbesondere Bücher über Elektrotechnik, wie die Käferfibel der späten 1970er Jahre über Mikrocomputertechnik. Ferner wurden Tierbücher veröffentlicht.